# NR2E3
NR2E3 (англ. Nuclear receptor subfamily 2 group E member 3) – білок, який кодується однойменним геном, розташованим у людей на короткому плечі 15-ї хромосоми. Довжина поліпептидного ланцюга білка становить 410 амінокислот, а молекулярна маса — 44 692.
| 10         |  | 20         |  | 30         |  | 40         |  | 50         |
| ---------- |  | ---------- |  | ---------- |  | ---------- |  | ---------- |
| METRPTALMS |  | STVAAAAPAA |  | GAASRKESPG |  | RWGLGEDPTG |  | VSPSLQCRVC |
| GDSSSGKHYG |  | IYACNGCSGF |  | FKRSVRRRLI |  | YRCQVGAGMC |  | PVDKAHRNQC |
| QACRLKKCLQ |  | AGMNQDAVQN |  | ERQPRSTAQV |  | HLDSMESNTE |  | SRPESLVAPP |
| APAGRSPRGP |  | TPMSAARALG |  | HHFMASLITA |  | ETCAKLEPED |  | ADENIDVTSN |
| DPEFPSSPYS |  | SSSPCGLDSI |  | HETSARLLFM |  | AVKWAKNLPV |  | FSSLPFRDQV |
| ILLEEAWSEL |  | FLLGAIQWSL |  | PLDSCPLLAP |  | PEASAAGGAQ |  | GRLTLASMET |
| RVLQETISRF |  | RALAVDPTEF |  | ACMKALVLFK |  | PETRGLKDPE |  | HVEALQDQSQ |
| VMLSQHSKAH |  | HPSQPVRFGK |  | LLLLLPSLRF |  | ITAERIELLF |  | FRKTIGNTPM |
| EKLLCDMFKN |  |            |  |            |  |            |  |            |

A: Аланін

C: Цистеїн

D: Аспарагінова кислота

E: Глутамінова кислота

F: Фенілаланін

G: Гліцин

H: Гістидин

I: Ізолейцин

K: Лізин

L: Лейцин

M: Метіонін

N: Аспарагін

P: Пролін

Q: Глутамін

R: Аргінін

S: Серин

T: Треонін

V: Валін

W: Триптофан

Кодований геном білок за функціями належить до репресорів, рецепторів. 
Задіяний у таких біологічних процесах, як транскрипція, регуляція транскрипції, альтернативний сплайсинг. 
Білок має сайт для зв'язування з іонами металів, іоном цинку, ДНК. 
Локалізований у ядрі.